# Evolution: The Best of Iron Butterfly
Evolution: The Best of Iron Butterfly è il primo album di raccolta del gruppo musicale statunitense Iron Butterfly, pubblicato nel 1971. La raccolta contiene brani tratti dai primi quattro album in studio del gruppo statunitense.

## Tracce
1. Iron Butterfly Theme (Doug Ingle) – 4:34
2. Possession (Ingle) – 2:45
3. Unconscious Power (Ingle, Danny Weis, Ron Bushy) – 2:32
4. Flowers and Beads (Ingle) – 3:05
5. Termination (Erik Brann, Lee Dorman) – 3:00
6. In-A-Gadda-Da-Vida (45 RPM single edit) (Ingle) – 2:52
7. Soul Experience (Ingle, Bushy, Brann, Dorman) – 2:53
8. Stone Believer (Ingle, Bushy, Dorman) – 4:25
9. Belda-Beast (Brann) – 5:45
10. Easy Rider (Let the Wind Pay the Way) (Ingle, Bushy, Dorman, Robert Woods Edmonson) – 3:06
11. Slower Than Guns (Ingle, Bushy, Dorman, Edmonson) – 3:22